# Diplommatina circumstomata
Diplommatina circumstomata es una especie de molusco gasterópodo de la familia Diplommatinidae en el orden de los Mesogastropoda.

## Distribución geográfica
Es endémica del Japón.